# Monumento a Narciso Monturiol

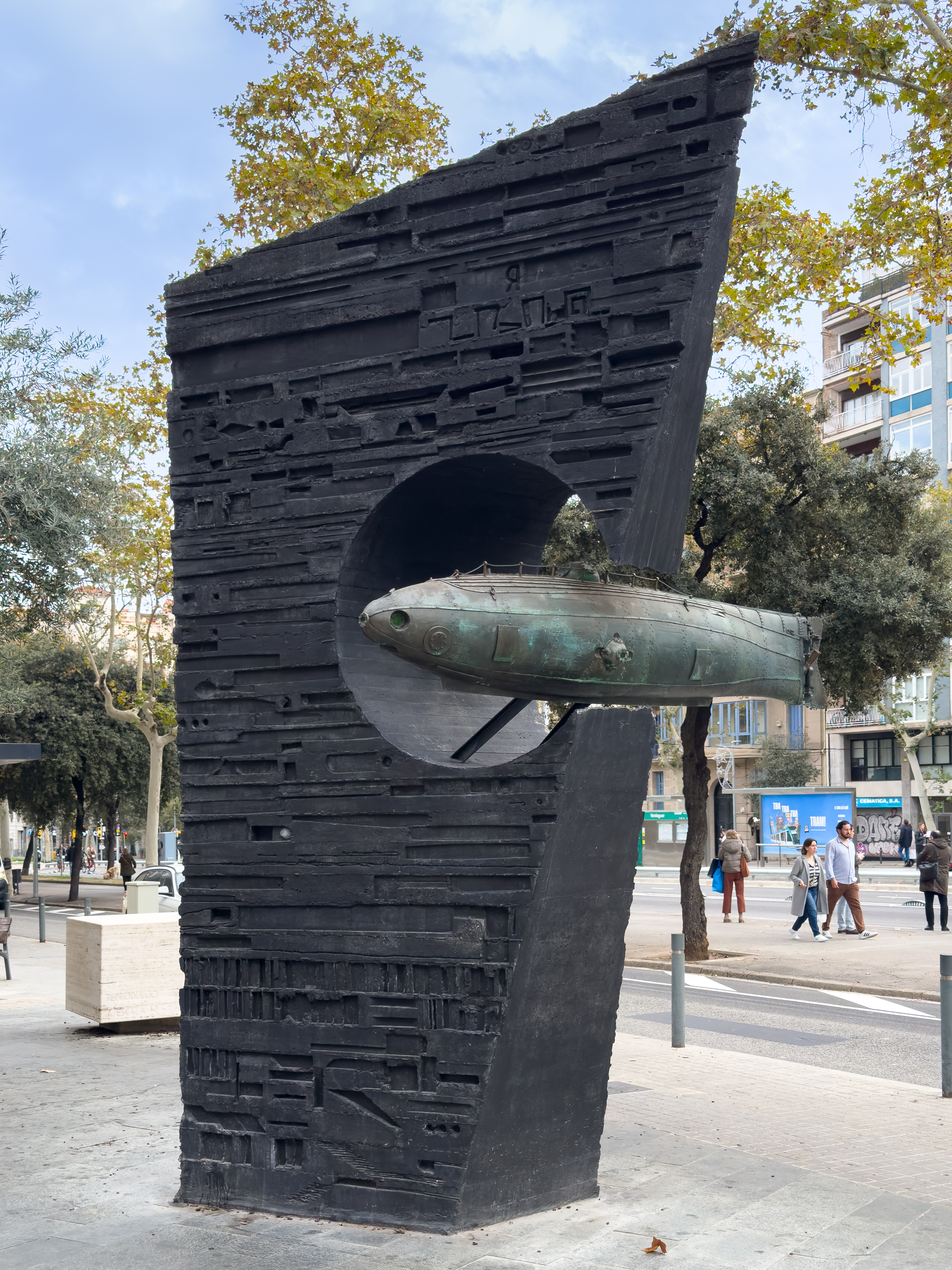
Monumento a Narcís Monturiol en Barcelona.

El monumento a Narciso Monturiol se encuentra situado en el Ensanche de Barcelona, en el cruce entre la avenida Diagonal y la calle Gerona.
El proyecto fue encargado por la Mutua Metalúrgica de Seguros, como homenaje a Narciso Monturiol al escultor Josep Maria Subirachs en el año 1963.
Consta de un bloque de hormigón de 4,20 metros de altura como sujeción, en un hueco, a la reproducción en cobre del submarino Ictíneo copia del original a escala 1:17, el hormigón en sus dos superficies grandes está trabajado con marcas regulares. En otro bloque, también de piedra, figura la inscripción: 

Barcelona a Narciso Monturiol, inventor del "Ictíneo", primer submarino que navegó sumergido en el puerto de Barcelona el 28 de junio de 1859.

## Galería

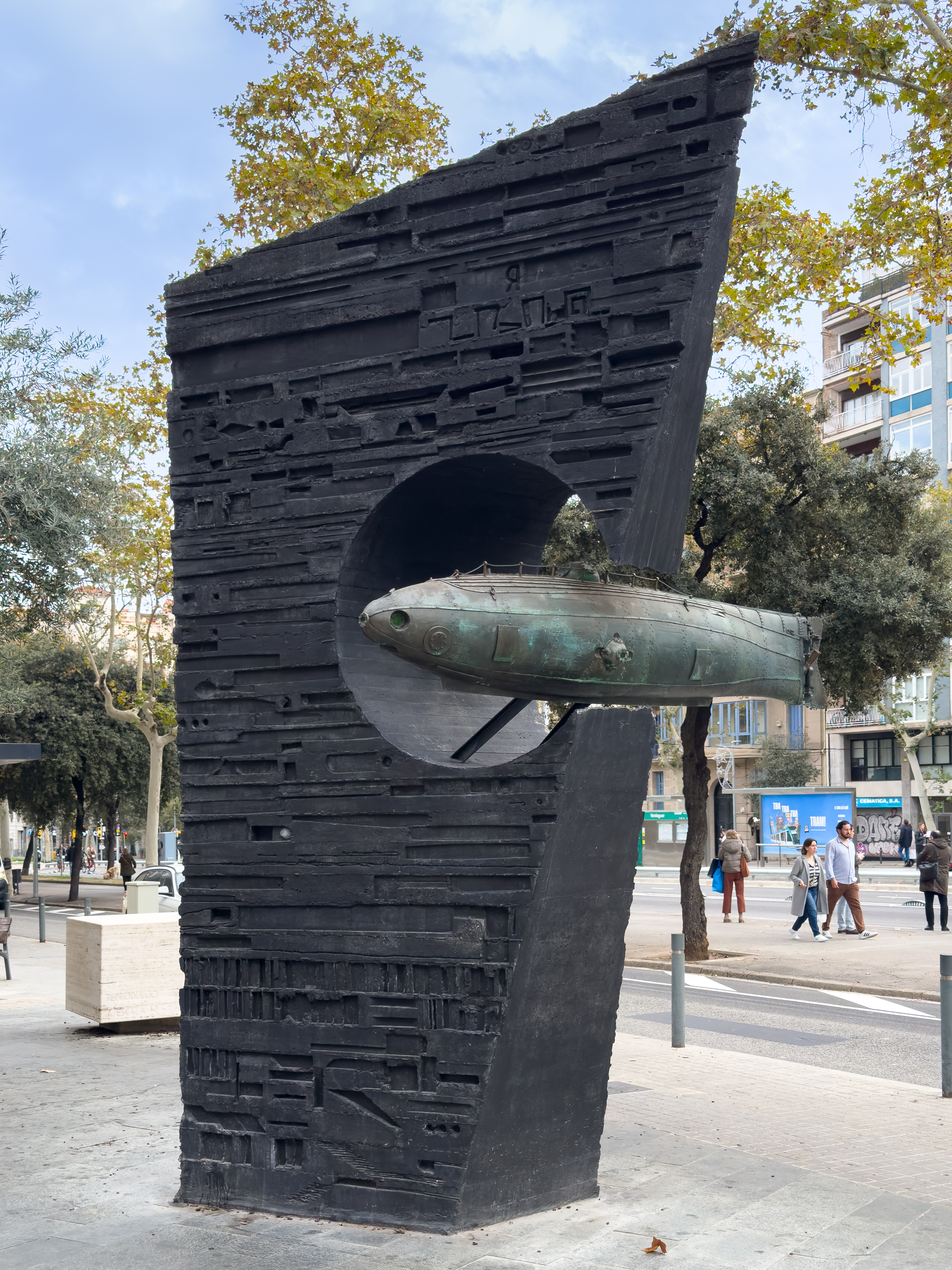
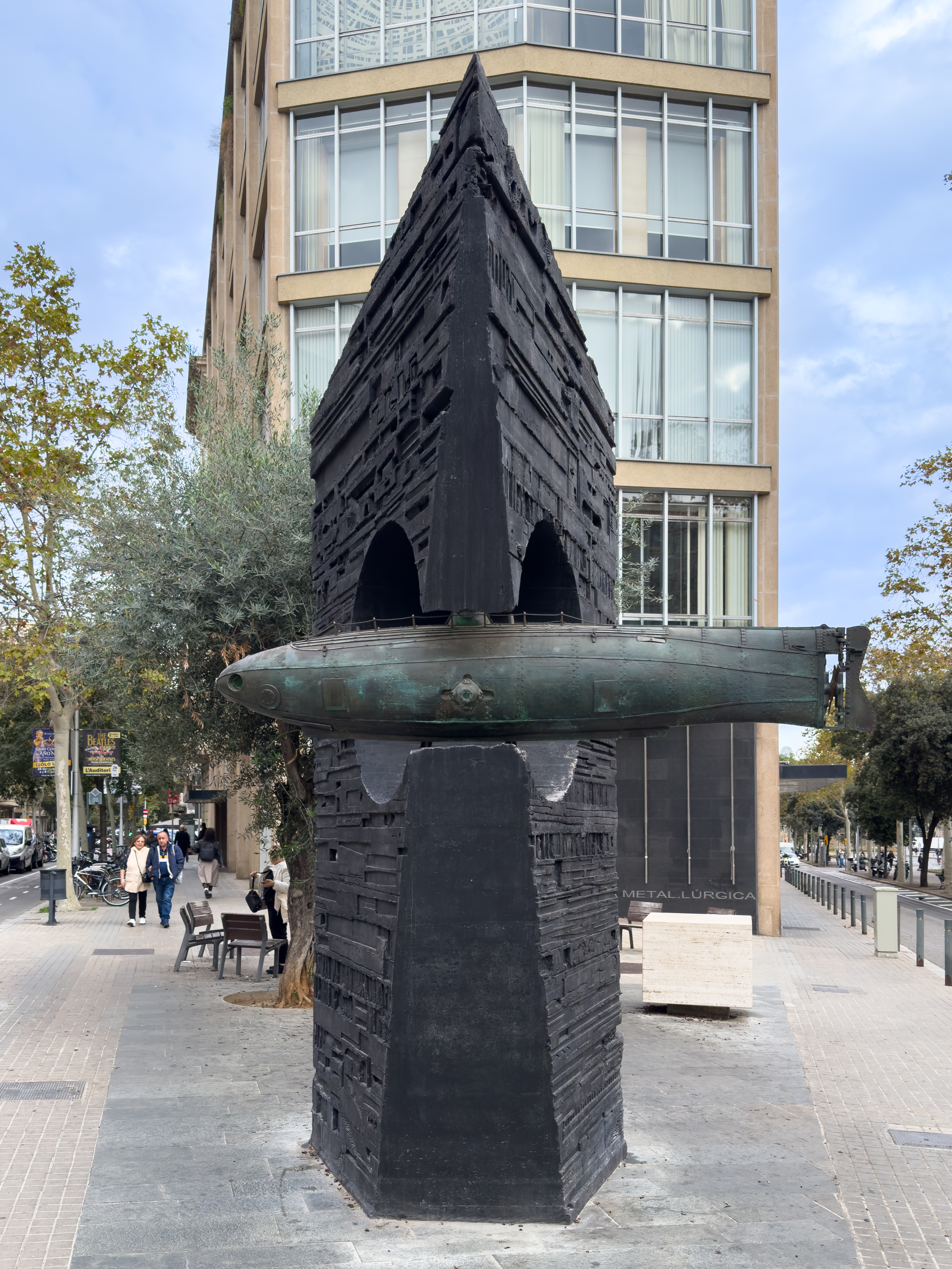
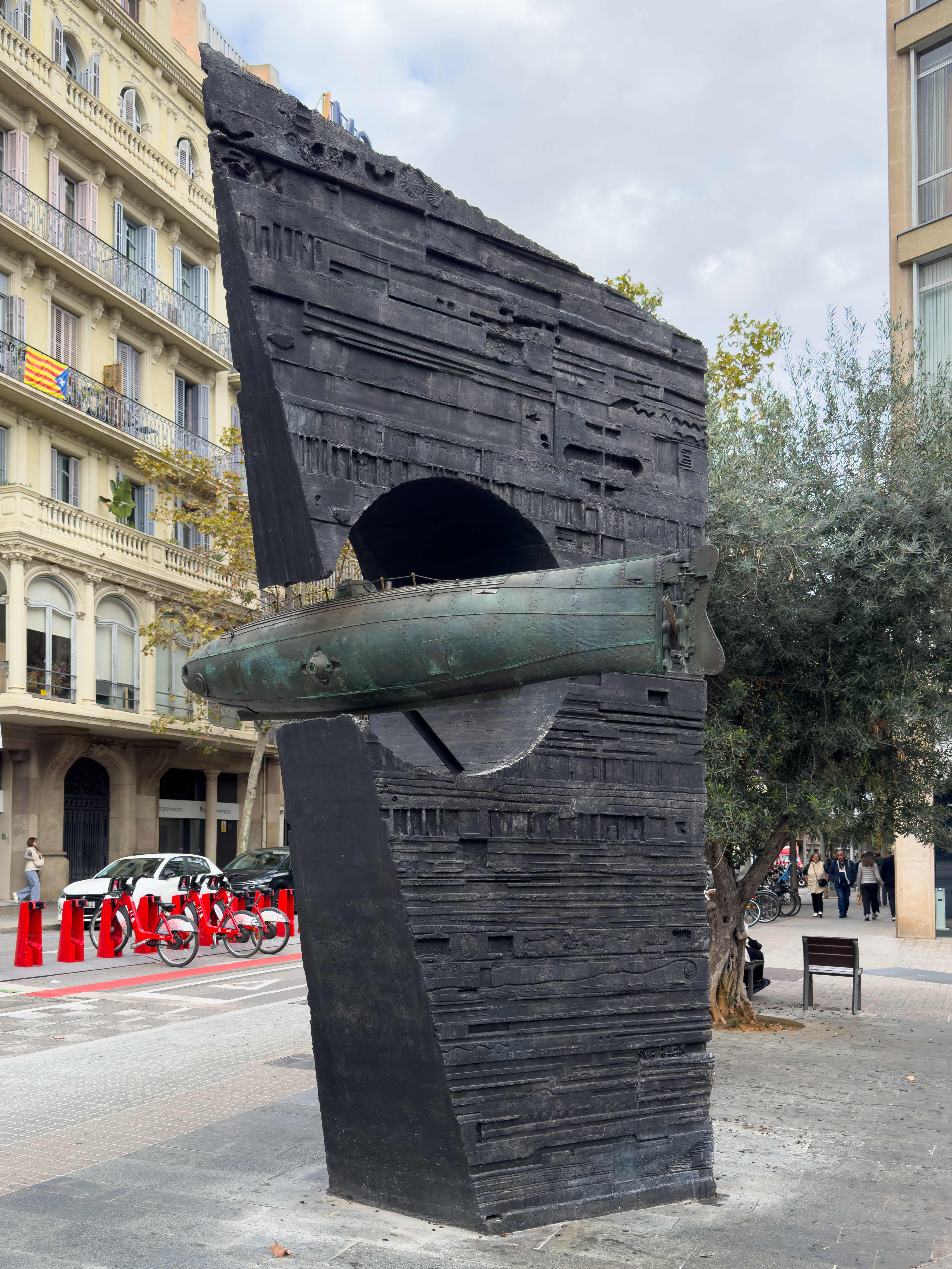
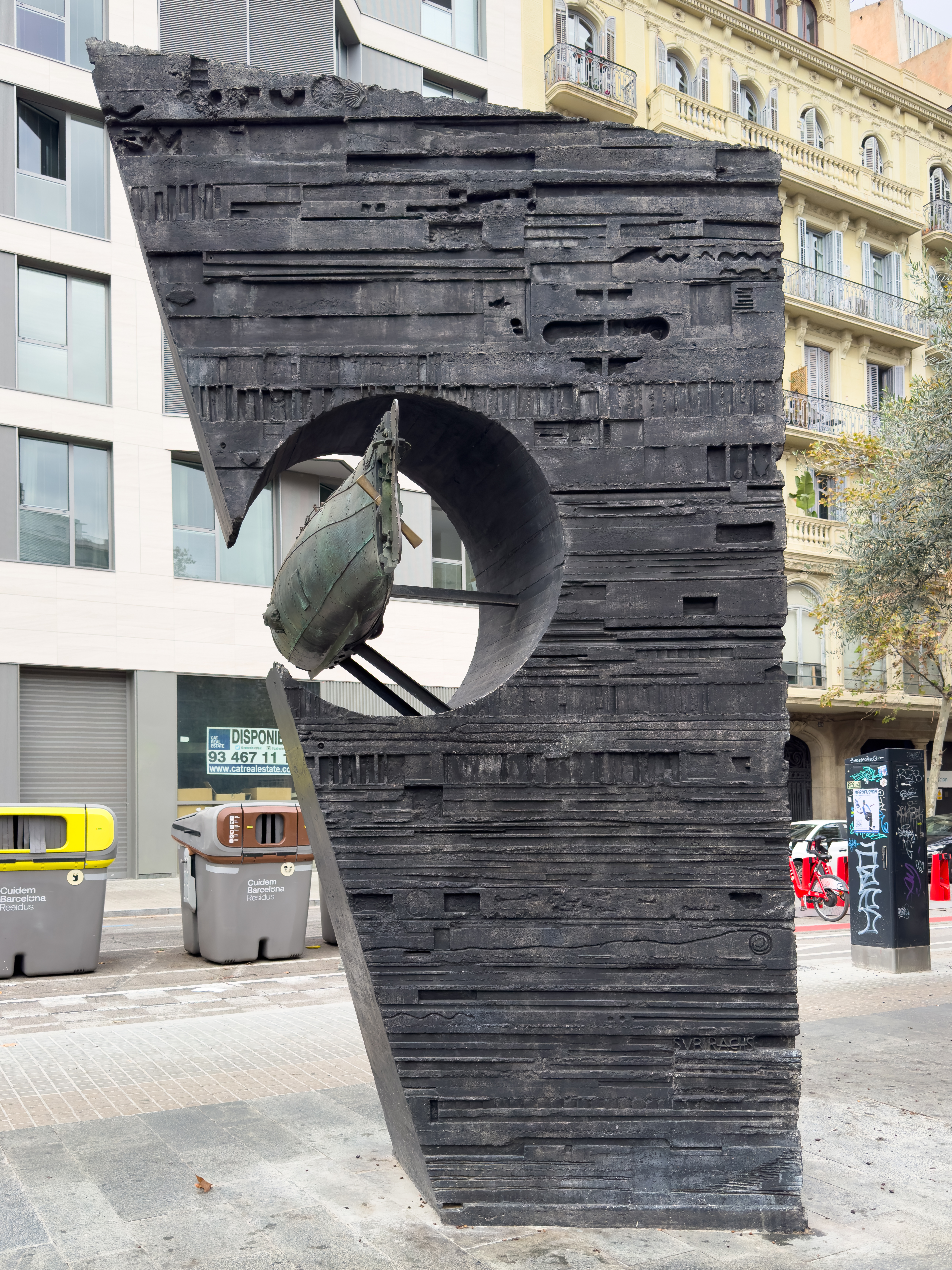
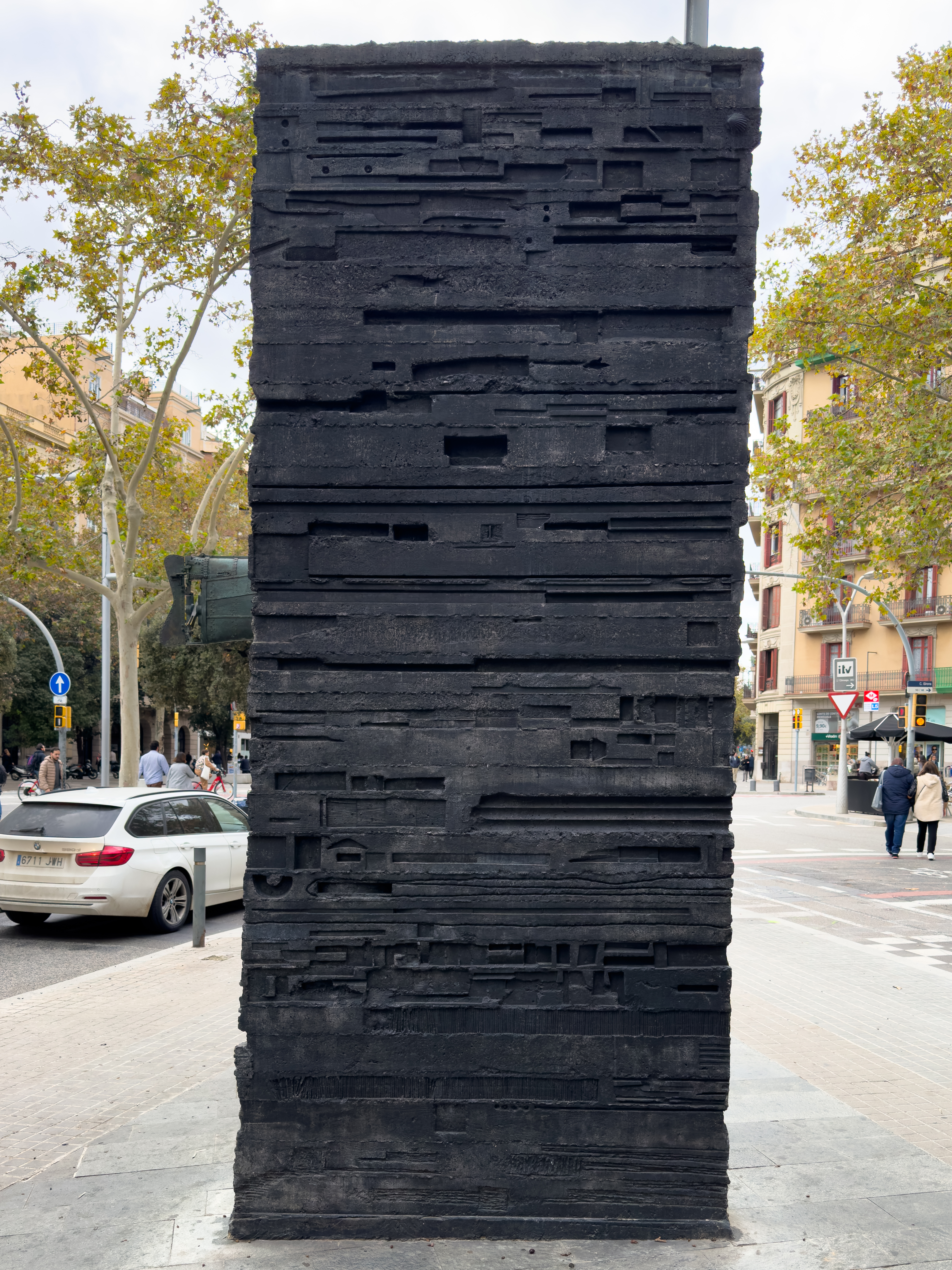
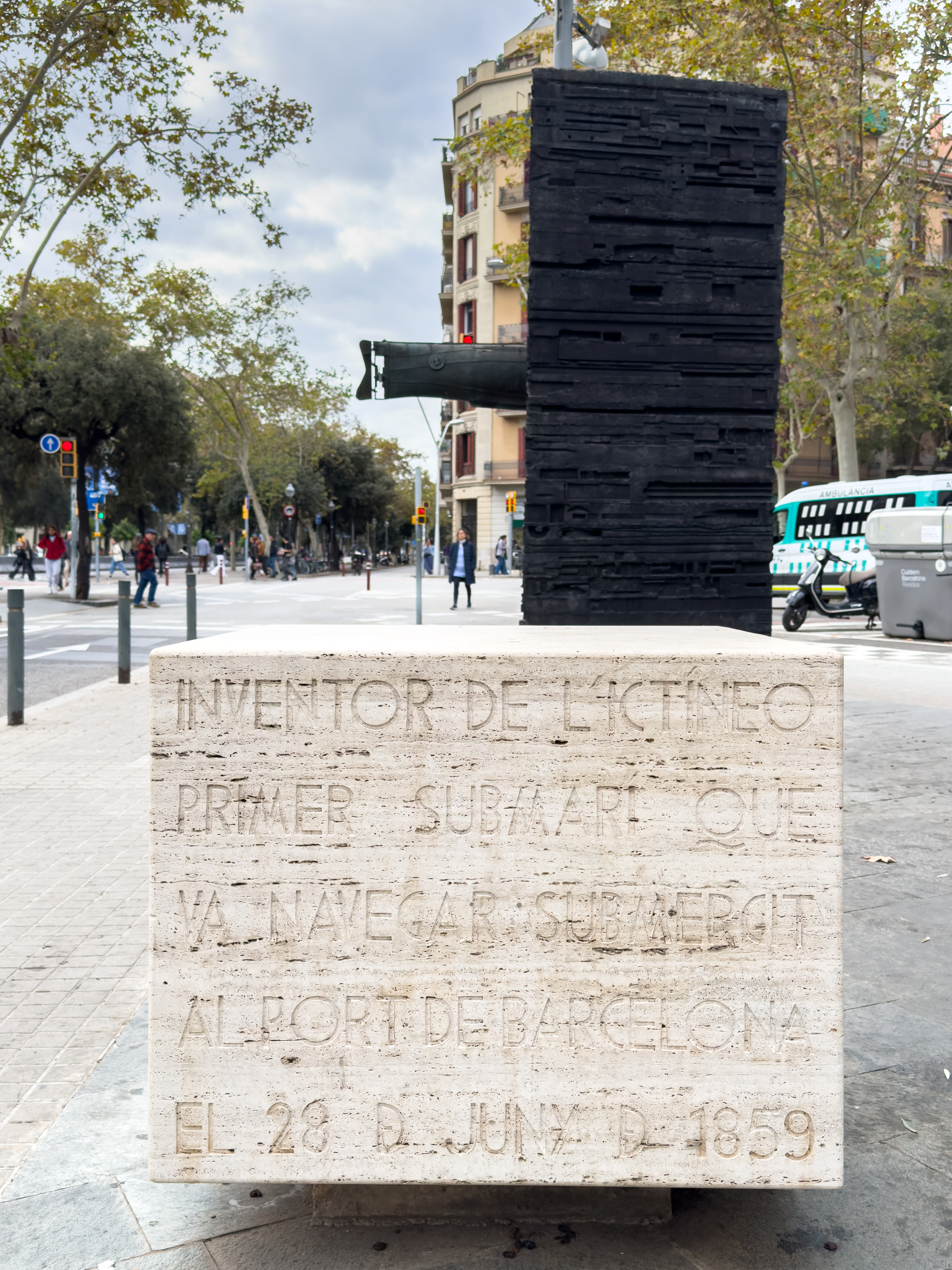
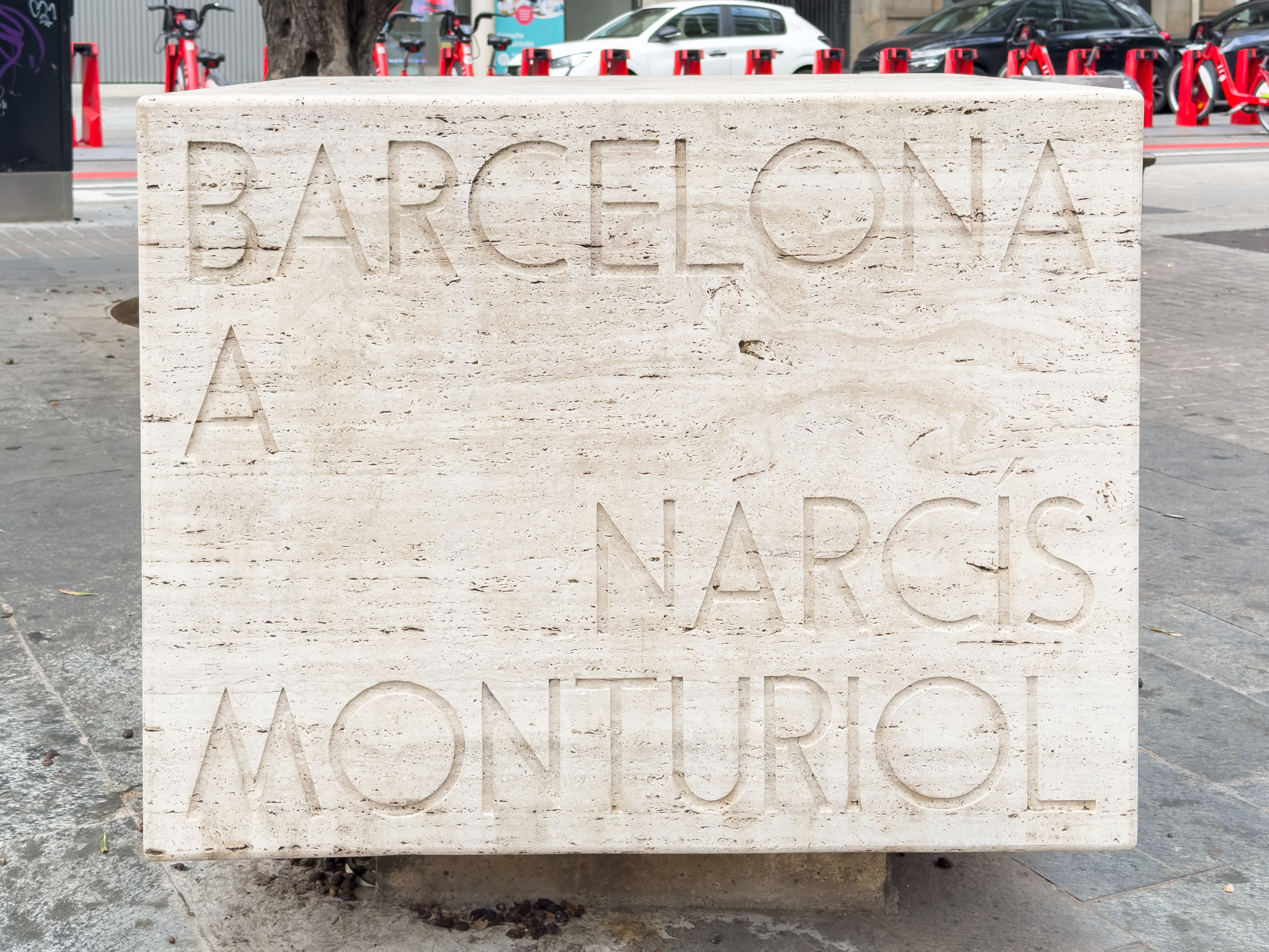
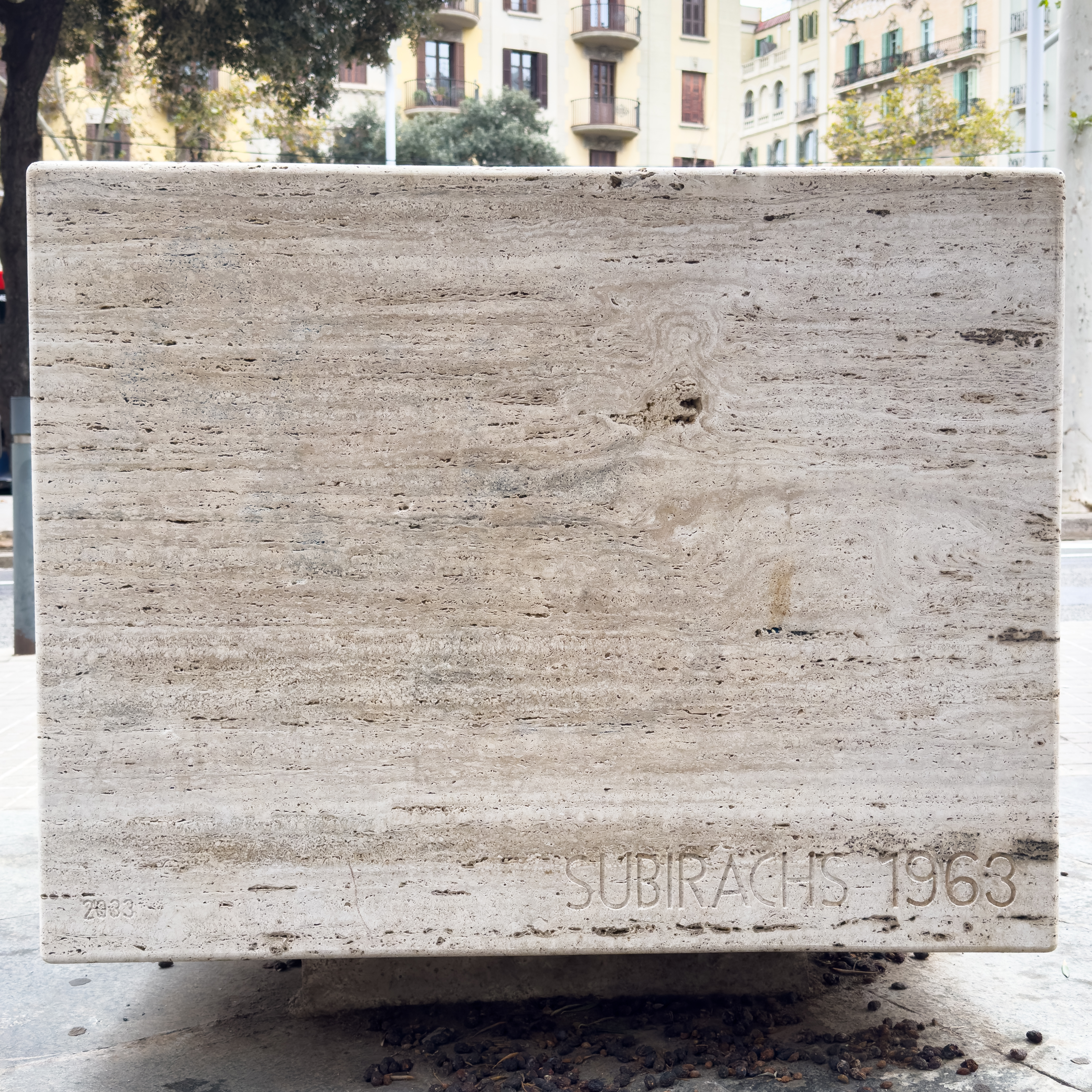
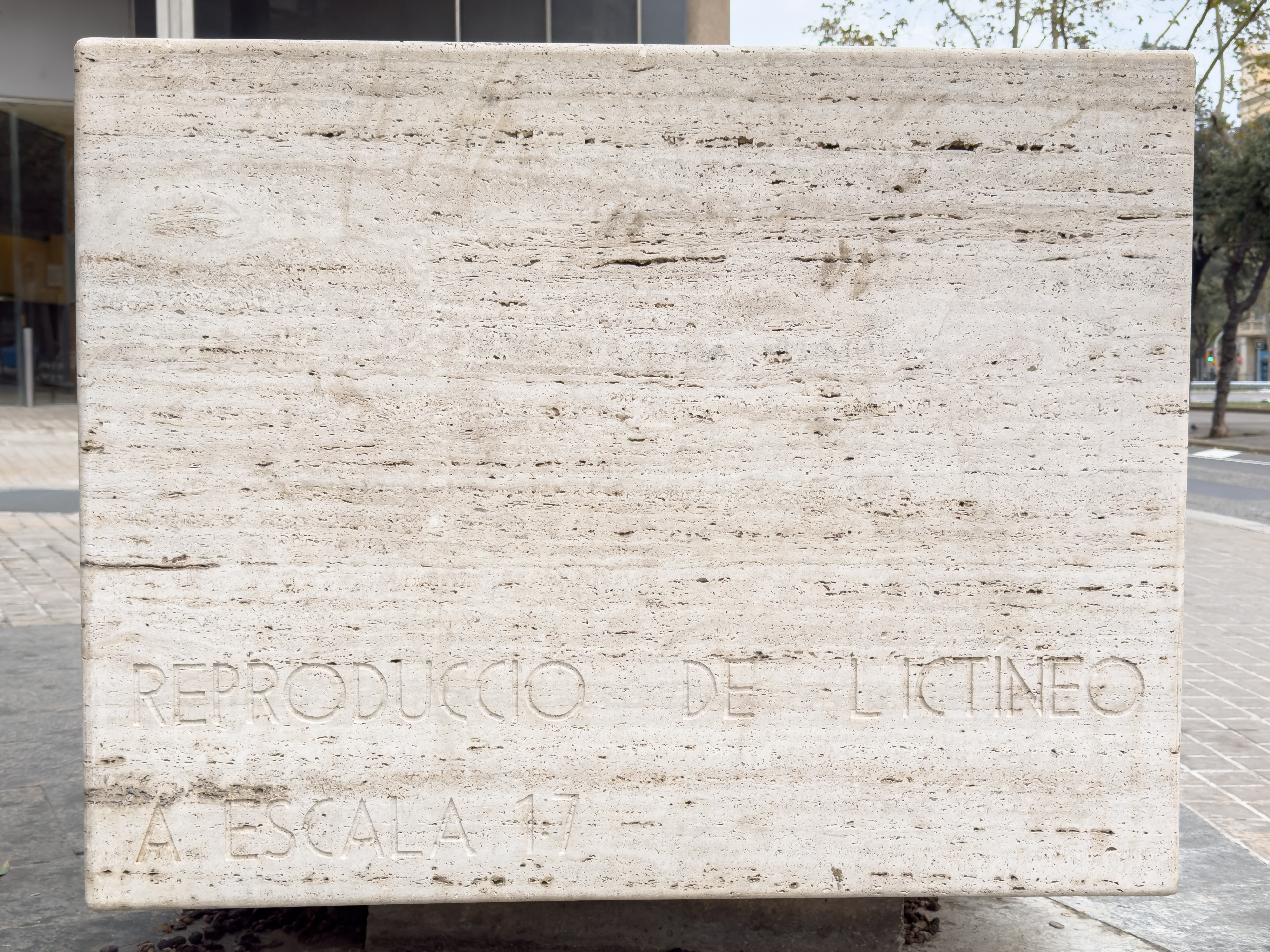